# Hani Dian
Hani Dian es una deportista indonesia que compitió en taekwondo. Ganó una medalla de plata en el Campeonato Asiático de Taekwondo de 1986 en la categoría de –55 kg.

## Palmarés internacional
| Campeonato Asiático | Campeonato Asiático | Campeonato Asiático | Campeonato Asiático |
| Año                 | Lugar               | Medalla             | Categoría           |
| ------------------- | ------------------- | ------------------- | ------------------- |
| 1986                | Darwin (Australia)  | Medalla de plata    | –55 kg              |